# Yphthimoides benedicta
Yphthimoides benedicta är en fjärilsart som beskrevs av Butler 1877. Yphthimoides benedicta ingår i släktet Yphthimoides och familjen praktfjärilar. Inga underarter finns listade i Catalogue of Life.